# Cai Xukun
Cai Xukun (chinês: 蔡徐坤), profissionalmente conhecido como Kun (estilizado como KUN), (Wenzhou, Zhejiang, China, 2 de agosto de 1998) é um cantor, dançarino, rapper e compositor chinês. Atualmente, atua como artista solo. Era também o líder e o centro da boy band temporária chinesa Nine Percent.
Em julho de 2018, Kun estabeleceu um estúdio pessoal para gerenciar suas atividades musicais. Um mês depois, em 2 de agosto, Kun lançou seu primeiro EP intitulado 1 na China. O EP foi um sucesso comercial com todas as músicas no topo das paradas musicais chinesas. "Pull Up", a primeira faixa, quebrou 7 recordes no YinYueTai. Além disso, quebrou 10 recordes e alcançou o número 1 em quatro paradas musicais do QQ Music.
Em 10 de janeiro de 2019, Kun foi oficialmente nomeado Embaixador da Boa Vontade da China e da Jamaica e Melhor Jovem Líder pela Embaixada da Jamaica em Xangai, China. Em 18 de fevereiro de 2019, Kun lançou seu primeiro single chinês "No Exception (没有 意外)". Duas semanas depois, Kun anunciou sua primeira turnê solo, "Kun One North America / UK. Tour 2019", chegando no início de abril de 2019.
Depois que ele terminou com sucesso sua turnê esgotada no exterior em 26 de julho, Kun lançou seu segundo EP intitulado "YOUNG", que consiste em duas músicas, "YOUNG" e "Blindfolded". Após o lançamento, o EP também dominou imediatamente as paradas musicais domésticas e vendeu mais de 12 milhões de cópias digitais, com mais de 60 milhões de RMB em receita.

## Vida jovem
Nascido em 2 de agosto de 1998 em Hunan, China, Kun passou a infância em Hunan com os avós e depois cresceu em Shenzhen, Guangdong. Durante seu tempo na escola primária, ele foi escolhido para ser o assistente do diretor e o presidente da união dos estudantes. Kun venceu várias competições de redação como aluno e uma série de certificados pode ser vista durante sua aparição no programa de variedades Day Day Up. Around the age of 16, he studied at Grace Brethren High School in Simi Valley, California.

## Carreira

### 2012: Estreia como ator
Kun começou sua carreira de ator em 2012 como um papel da versão adolescente de Du Yu Feng (interpretada por Lee Joon-hyuk) em Half A Fairytale. Em 2014, ele interpretou a versão adolescente de Huo Ke (interpretado por He Jiong) em Lock Me Up, Tie Him Down.

### 2015–2017:Super Idol(星动亚洲)
Em 2015, Kun retornou dos EUA para participar do reality show sul-coreano Super Idol. O show foi produzido pela Anhui TV, em parceria com a rede de transmissão sul-coreana MBC. Durante as duas temporadas do show, Kun experimentou pressão constante e competição feroz de outros participantes, recebendo treinamento intensivo de idols. Depois de um período de cerca de dois anos no programa, as habilidades de desempenho de Kun tiveram uma melhora sem precedentes, ganhando uma vaga no Top 3. No final da segunda temporada, Kun retornou à China, onde estreou como membro da boy band chinesa SWIN sob a Yihai Entertainment Company. Como o grupo já havia acumulado uma base considerável de fãs na época, a estreia foi altamente esperada pelos membros e seus fãs. No entanto, devido à má administração de Yihai, o grupo raramente teve oportunidades de desempenho e aparições públicas, o que resultou em uma base de fãs e popularidade cada vez menores. No início de 2017, Kun entrou com uma ação contra a Yihai Entertainment Company para rescindir seu contrato.

### 2018:Idol Producer(偶像练习生) e aumento de popularidade
Após um período de dormência na indústria do entretenimento, Kun decidiu se juntar à 1ª temporada do reality show de sobrevivência Idol Producer como trainee independente no final de 2017.
Kun apresentou sua música auto-escrita e composta "I Wanna Get Love" no primeiro episódio, cativando muitos espectadores e juízes. Apesar de alguma controvérsia, Kun atraiu uma grande base de fãs através de suas habilidades de desempenho, presença no palco e charme. Ele rapidamente alcançou a fama e se tornou um tema quente para discussão sobre o programa de sobrevivência. Além de receber votos consideravelmente altos após cada desempenho de avaliação no show, Kun também obteve a classificação nº. 1 várias vezes e manteve uma classificação alta durante todo o programa. Ele recebeu um total de 47.640.887 votos na avaliação final, conquistando a posição de centro na formação final. Em 6 de abril de 2018, Kun estreou oficialmente como líder e centro do grupo masculino temporário chinês Nine Percent.
Logo após o final do Idol Producer, I Won't Get Bullied by Girls, um drama da web estrelado por Kun, foi lançado, filmado em 2017. Kun assumiu seu primeiro papel principal como Ye Lin, o interesse amoroso de Ren Xiaoqin (interpretado de Lu Yangyang). Esta é uma série de comédia para adolescentes que apresenta um guarda-roupa distinto e bem pensado e que exerce forte influência do mangá japonês como forma de obter alívio cômico. Devido à popularidade de Kun na época do lançamento, a audiência da série alcançou e estabeleceu novos recordes quase diariamente. Em 3 de maio, alcançou mais de 5,75 milhões de visualizações.
De abril a maio de 2018, o primeiro single de Kun, "I Wanna Get Love", liderou o 'Single China C-pop Single Chart' como single número 1 da China por quase três semanas. [13] No final de maio, Kun foi votado como uma das celebridades mais influentes da China. Nos três meses entre maio e julho, Kun teve uma programação completa com turnês de reunião de fãs em toda a China com o Nine Percent. Em 2 de junho, Kun e outros membros do Nine Percent fizeram sua primeira aparição em grupo no programa de variedades Happy Camp.
Em 2 de agosto de 2018, seu vigésimo aniversário, Kun lançou o altamente aguardado EP 1. Seu primeiro EP contém três músicas, "Pull Up", "You Can Be My Girlfriend" e "It's You". A primeira faixa, "Pull Up", se tornou um sucesso instantâneo e quebrou 10 recordes no QQ Music, a maior plataforma de streaming de música na China. "Pull Up" foi co-escrito com a equipe de compositores britânica Mike Macdermid, David Brant (que também é o produtor da música), Rajiv Bukhory, Fidel Rosales e Ryan Curtis. Ele também editou o sensacional videoclipe de "Pull Up". Kun mais tarde lançou outro single, "Wait Wait Wait" em 23 de agosto, que rapidamente subiu ao topo de várias paradas musicais. Sua primeira performance no palco de "Wait Wait Wait" foi transmitida no primeiro episódio de Idol Hits em 7 de setembro.
Em 12 de outubro, Kun tocou "You Can Be My Girlfriend" ao vivo pela primeira vez na "Noite de Caridade do BAZAAR Stars" e doou 600.000 RMB para o projeto de caridade do Bazaar. Nos dois dias seguintes, Kun fez parceria com o MiGu Music e realizou com sucesso seu primeiro conjunto de reuniões de fãs em pequena escala em Chengdu e Xangai. No último dia de outubro, Kun fez sua primeira performance no palco de "Pull Up" na "ELLEMEN Movie Hero Gala" em Pequim. Em 7 de novembro, o Nine Percent lançou sua primeira música original, "Rule Breaker", uma das faixas do álbum To the NINEs. Kun co-escreveu as letras de "Rule Breaker" e "Good Things". Rule Breaker foi escrito por alguns dos mesmos escritores de "Pull Up", nomeadamente Mike Macdermid, Rajiv Bukhory, David Brant e, além disso, o produtor norte-americano Kevin Chozen assumiu o comando da produção.
No décimo segundo Migu Music Awards, realizado em 8 de dezembro, o álbum "Wait Wait Wait" de Kun foi classificado como uma das dez melhores músicas pop do ano. This marked the first major award received by Kun for his musical work. Em 28 de dezembro, TC Candler e The Independent Critics divulgaram sua tão esperada lista das 100 caras mais bonitas de 2018, levando em conta o grande número de opiniões e sugestões do público, onde Kun foi classificado como o 27º rosto mais bonito de 2018. Em 30 de dezembro, Kun apresentou "You Can Be My Girlfriend" e "Wait Wait Wait" no "Concerto de Ano Novo da TV Zhejiang". No dia seguinte, ele apresentou sua primeira apresentação no palco de "It's You" na "Gala de Véspera de Ano Novo da Dragon TV" em Xangai.

### 2019: Embaixador da China e Jamaica, novas músicas e turnê solo
Em 10 de janeiro de 2019, Kun recebeu o título de "Embaixador da Boa Vontade na China e na Jamaica" pela Embaixada da Jamaica em Xangai, China. Com este título honorável, Kun convocou intercâmbios culturais mútuos entre a China e a Jamaica. Ele disse que espera se tornar um modelo positivo para a geração mais jovem.
Em 16 de janeiro, foi lançada a música tema oficial do filme O Cavaleiro das Sombras: Entre Yin e Yang, "A Canção Lunar" (一起 笑 出来). Essa música marca uma colaboração notável entre Kun e o renomado ator e artista cinematográfico Jackie Chan.
Em 18 de janeiro, foi lançado o primeiro episódio de Inacabado de Cai Xukun, uma série de documentários iniciada pelo Weibo. Esta curta série de vídeos abrange vários temas próximos ao seu coração e durou 12 episódios.
Em 19 de janeiro, Kun lançou um videoclipe para "Wait Wait Wait", dirigido por Dave Meyers. O premiado diretor e sua equipe internacional criaram um videoclipe altamente cinematográfico e de contar histórias, usando uma série de elementos simbólicos, para aludir à mensagem por trás da música.
Em 5 de fevereiro, o primeiro dia do Ano Novo Chinês em 2019, Kun preparou uma apresentação exclusiva para o Festival de Primavera de Beijing TV, entregando uma música que ele co-escreveu com outros músicos. "That Spring" (那 年 春天) marcou a primeira vez que ele apresentou uma música que foi escrita inteiramente em chinês. Mais tarde, ele revelou sua intenção de dedicar a música como uma performance exclusiva para a Beijing TV e, portanto, ele não estará lançando uma versão em estúdio dela.
Em 18 de fevereiro, Kun lançou seu primeiro single chinês "No Exception" (没有 意外). A música era uma colaboração entre dois músicos, com composição de Yoga Lin e letras escritas por Kun. Uma semana depois, em 26 de fevereiro, um videoclipe animado para "No Exception" foi lançado. O videoclipe criado por um grupo de artistas do estúdio de publicação e cinema sul-coreano VCRWORKS emprega elementos abstratos e trechos da vida de Kun para contar sua história. Tentando relacionar sua própria história com uma narrativa pessoal, estando alinhado ao tema geral da música, Kun escolheu um estilo de canto controlado e melódico ao entregar essa balada melancólica. "No Exception" mais uma vez subiu para a posição número um em várias paradas musicais na China, estabelecendo um recorde impressionante nas plataformas de streaming de música para 2019.
Em 1º de março, Kun anunciou oficialmente as datas de sua primeira turnê solo "KUN ONE North America / UK Tour 2019" para levar sua música aos fãs em Vancouver, São Francisco, Los Angeles, Nova York e Londres, de 4 a 12 de abril. , 2019. Vale a pena notar que os ingressos para os shows de Los Angeles e Nova York foram esgotados on-line nos primeiros minutos em que foram colocados à venda. Em 15 de março, Kun lançou o primeiro de seu primeiro mix de DJ, "Bigger" no Spotify e foi uma das faixas tocadas em sua turnê solo em abril. A data de lançamento de "Bigger" estava marcada para 22 de março na China.
Em 19 de abril, Kun lançou uma música intitulada "Hard To Get". Antes do lançamento da música, Kun atualizou suas contas de mídia social com três fotos seguidas, com as legendas 'H', 'T' e 'G'. A música foi apresentada pela primeira vez durante sua primeira turnê solo. O videoclipe dessa música foi lançado um pouco depois do esperado, mas foi lançado em 3 de maio pelo novo canal do YouTube de Kun. O videoclipe de "Hard To Get" já foi visto por mais de 10 milhões de vezes no YouTube e 100 milhões de vezes no Weibo.
Em 16 de maio, Kun participou da cerimônia de abertura da Semana Asiática de Cinema e TV. Nos dias 24 e 25 de maio, Kun terminou os dois últimos shows de sua turnê KUN ONE em Toronto e Vancouver.
Kun foi convidado para ser o juiz convidado do 11º episódio do Talento Got Mundial, filmado em Hunan, China. Ele também apresentou uma performance especial com uma mistura de "It's You" e "Hard To Get". O episódio foi transmitido em 28 de junho e imediatamente se tornou um Tópico Quente no Weibo. Pela primeira vez em sua história, o programa foi o programa de variedades mais discutido do dia.
Em 26 de julho, Kun lançou o EP “YOUNG”, que se tornou um grande sucesso nas paradas. O MV foi filmado em vários lugares (Xangai, Seul, Taipei, Pequim, LA). Kun participou ativamente de todos os processos, incluindo produção, ideias de MV, edição de MV, coreografia e design da capa. Após o lançamento, a música subiu imediatamente nas paradas e atualmente vendeu mais de 12 milhões de cópias, que agora detém o recorde de cópias de álbuns digitais mais vendido em 2019.
Em 31 de outubro, Kun apresentou seu mais novo single, um rock oriental Reb (Rebirth) para o Fresh Asia Music Awards de 2019. Antes da apresentação, Kun fez o upload para suas contas de mídia social para a música com a legenda 'algo está chegando ...'.

### 2020-presente:Youth With You 2
Foi anunciado que Cai Xukun será o Produtor Jovem do programa Youth With You 2 da iQiyi, a 3ª temporada do programa de sobrevivência Idol Producer, que criou o antigo grupo de Kun, NINE PERCENT, e UNINE a partir da segunda temporada. Ele estará no show junto com Lisa do BLACKPINK, Ella Chen e Jony J.
Em 3 de janeiro, Kun lançou a versão remix original de 重生 (Rebirth), que é um trabalho de colaboração dele com KSHMR, um músico americano, DJ e produtor de discos. Kun apresentou esta versão do Rebirth em vários shows de premiação.

## Endossos e embaixadas
Em 2018, Kun foi escolhido para ser o embaixador da marca na linha de cuidados com a pele pela YOSEIDO, empresa dona da Nongfu Spring.
Ele também foi nomeado representante promocional da L'OREAL PARIS e modelo da gigante tecnológica para smartphones Vivo. Em 19 de outubro de 2018, o australiano da P&G nomeou Kun como seu porta-voz global.
Em 1 de janeiro de 2019, a Levi's anunciou que Kun se tornou seu embaixador da marca.
Em 31 de maio, Prada nomeou Kun como seu embaixador na China, fazendo dele o primeiro porta-voz chinês da marca e um rosto de sua campanha publicitária outono / inverno 2019. Kun também participou do Prada Menswear Spring 2020 Fashion Show, que foi realizado em Xangai pela primeira vez.
Em 24 de junho de 2020, a Vivo anunciou Kun como o rosto da marca para sua nova série móvel S1.

## Arte
Kun compôs e produziu a maioria de seus trabalhos solo sozinho, incluindo "I Wanna Get Love", seu EP 1 e "Wait Wait Wait". Ele também co-escreveu letras de "Rule Breaker" e "Good Things", duas faixas do álbum To the NINEs do NINE PERCENT. Ele disse que tem estilos musicais muito diversos, variando de Future R&B, Urban R&B, Hip-hop, Pop, Dance e Electronic Soul.

## Filantropia
Kun tem sido muito ativo no apoio a filantropos ao longo de sua carreira.
Em 2014, ele participou como corredor de uma maratona de angariação de fundos para ajudar crianças que sofrem de autismo.
Em agosto de 2018, Kun doou 32.000 RMB para uma instalação privada de reabilitação sem fins lucrativos para crianças com mais de 6 anos de idade. Em 13 de outubro de 2018, Kun se apresentou na Noite de Caridade do BAZAAR Stars e doou 600.000 RMB sem divulgá-lo ao público. Infelizmente, sua doação convidou críticas maciças de inimigos antes de uma lista de doadores ser publicada. Os recursos arrecadados destinavam-se aos custos de construção de instalações para permitir que os estudantes nas áreas rurais realizassem diferentes atividades extracurriculares, como aprender música.
Além disso, Kun costuma usar sua conta do Weibo com mais de 27 milhões de seguidores como plataforma para incentivar seus fãs a participar e fazer a parte deles por boas causas, como fazer doações para apoiar a luta contra a leucemia.
Em 29 de novembro de 2018, Kun fez parceria com um músico tradicional da etnia Yi em Sichuan e filmou um pequeno programa para o projeto "Rastreando a influência da música", organizado pela MiGu Music. A ideia do projeto era conscientizar, preservar culturas e instrumentos musicais distintos da China antiga.
Em dezembro de 2018, Kun se juntou ao projeto Star Battle "Battle Against Poverty", um movimento de caridade iniciado por Jackie Chan, que recebeu o apoio de muitas celebridades chinesas de primeira linha. Juntamente com uma equipe de cinegrafistas do canal de televisão chinês CCTV-6, Kun visitou uma área atingida pela pobreza na ilha de Hainan para filmar seus esforços como parte do projeto "Battle Against Poverty", da Star Lights. Por meio de uma transmissão ao vivo, Kun apresentou especialidades locais e produtos agrícolas aos telespectadores em todo o país, na esperança de impulsionar o turismo e aumentar as vendas de produtos locais, um dos quais era o ovo de pato salgado. Com a popularidade e influência positiva de Kun, os fãs correram para comprar esses ovos de pato mencionados, o que levou a que todos os 80.000 ovos fossem vendidos em um minuto. “Os fãs de Cai Xukun, por favor, dêem algum tempo aos patos” imediatamente se tornou um tópico de tendência no Weibo.
Com a defesa de Kun pela filantropia, seus fãs deram uma contribuição significativa a diferentes causas de caridade, incluindo doações para a compra de material escolar e a construção de uma nova estrada em aldeias rurais. Até o final de 2018, o total de doações de caridade feitas por fãs e clubes de fãs individuais era de aproximadamente 5.000.000 RMB.
Em 12 de maio de 2019, Kun foi nomeado Embaixador da Boa Vontade da China Foundation for Alívio à Pobreza. Ele prometeu promover a conscientização social para programas de prevenção de desastres. Em 16 de junho, o Ullens Center for Contemporary Art anunciou que Kun seria seu Embaixador de Artes e Filantropia, promovendo programas educacionais para crianças carentes. Em 17 de junho, um terremoto de 5,8 MW atingiu a província de Sichuan na China, matando 13 pessoas e ferindo outras 200. Em 20 de junho, Kun doou 100.000 RMB para apoiar os esforços de socorro pós-terremoto e adicionou outros 30.000 RMB em livros e material escolar para a Escola Primária de Gaoshankao.
Foi revelado que Kun doou 600.000 RMB em 26 de janeiro de 2020 como suporte para fins médicos e todos os infectados pelo surto de coronavírus em Wuhan, China. Com a constante dedicação de Kun à caridade, seus clubes de fãs também levantaram um fundo, que atingiu mais de 500.000 RMB e foi doado para a mesma causa.

## Processos por Disputa de Contrato
Em 10 de fevereiro de 2017, Kun entrou com uma ação contra sua então empresa, Shanghai Yihai Entertainment, por maus tratos e pelo direito de rescindir seu contrato. Yihai supostamente estava em atraso e os membros do SWIN teriam que pagar por todas as despesas de suas atividades, incluindo, mas não se limitando a seus álbuns e reuniões de fãs, sem serem reembolsados. Além disso, Yihai exigiu que cada membro assinasse uma Carta de reconhecimento da dívida de 1,1 milhão de RMB (aproximadamente US $ 165.000) para compartilhar os custos de produção da 2ª temporada do Super Idol. Além disso, os meninos tiveram que assinar uma emenda ao seu contrato original dentro de uma hora antes do aviso prévio. Este novo documento não apenas encolheu severamente a parte do salário dos artistas, mas também estendeu o prazo de seus contratos.
Logo após a transmissão do Idol Producer, Yihai entrou com outro caso em março de 2018, para contestar Kun pela quebra de contato, pedindo que ele pagasse à empresa 1,1 milhão de RMB por danos liquidados e compensação por suas perdas. Enquanto isso, Yihai exigia que Kun continuasse a cumprir os termos do contrato, permitindo que o primeiro tivesse direito a 70% da renda que Kun recebe de dramas, endossos e programas de variedades.
Em outubro de 2018, o Tribunal de Primeira Instância proferiu uma decisão favorável a Kun, levando a Yihai Entertainment a interpor recurso. Em janeiro de 2019, foi realizado um segundo julgamento. O tribunal não anunciou o veredicto até fevereiro, com a decisão final emitida em 19 de fevereiro de 2019. A iQiyi divulgou um relatório exclusivo afirmando que a disputa de dois anos entre Kun e Yihai foi finalmente resolvida, com Kun vencendo o caso, portanto, livre de seu contrato.

## Controvérsia
Em 18 de janeiro de 2019, a NBA anunciou que Kun seria seu primeiro embaixador de saudações do Ano Novo Chinês e lançou um comercial de férias com Kun como fã de basquete e três jogadores famosos da NBA. Como resultado, espalharam-se rumores sobre Kun, incluindo uma alegação falsa de que Kun foi nomeado embaixador da NBA, o que alguns consideraram um insulto ao esporte. Vídeos de paródia baseados em um clipe anterior de dança e basquete da época de Kun no Idol Producer também foram criados como uma resposta a esses rumores, alguns dos quais incluíam sangue e violência. Como muitos desses vídeos foram hospedados no site de vídeos chinês Bilibili, o Kun's Studio emitiu um aviso legal para Bilibili para facilitar a possibilidade de recurso legal contra os criadores dos vídeos, argumentando que eles representavam assédio, difamação e / ou violação dos direitos de Kun. Isso, no entanto, resultou em uma escalada da controvérsia. Isso fez com que os fãs de Kun experimentassem assédio tanto on-line quanto offline, a ponto de Kun e seus fãs às vezes serem usados como exemplo de vítimas de cyberbullying.
Em fevereiro de 2019, Kun foi novamente envolvido em controvérsia quando uma reportagem da CCTV que criticou a tendência da indústria de entretenimento chinesa de aumentar as estatísticas de tráfego da Internet para celebridades foi transmitida. Kun foi usado como exemplo dessa inflação. Os fãs, no entanto, apontaram que esse é um problema comum a toda a indústria e não é específico apenas para determinados artistas.

## Discografia

### Extended plays
| Título | Detalhes | Vendas             |
| ------ | --- | ------------------ |
| 1      | - Lançamento: 2 de agosto de 2018 - Língua: Inglês, Mandarim - Gravadora: 永稻星娱乐 - Formato: CD, download digital, streaming Track listing 1. "Pull Up" 2. "It's You" 3. "You Can Be My Girlfriend" | —                  |
| YOUNG  | - Lançamento: 26 de julho de 2019 - Língua: Inglês, Mandarim - Gravadora: 嘉美联创 - Formato: download digital, streaming Track listing 1. "YOUNG" 2. "蒙着眼 (Blindfolded)"                           | - CHN: 13,238,215+ |

### Aparições em trilhas sonoras
| Título                                                | Ano  | Melhor posição nas paradas musicais | Álbum                                           |
| Título                                                | Ano  | CHN                                 | Álbum                                           |
| ----------------------------------------------------- | ---- | ----------------------------------- | ----------------------------------------------- |
| "I Wanna Get Love"                                    | 2017 | —                                   | Non-album single                                |
| "Pull Up"                                             | 2018 | —                                   | 1                                               |
| "You Can Be My Girlfriend"                            | 2018 | —                                   | 1                                               |
| "It's You"                                            | 2018 | —                                   | 1                                               |
| "Wait Wait Wait"                                      | 2018 |                                     | Non-album single                                |
| "没有意外 (No Exception)"                             | 2019 | 1                                   | Non-album single                                |
| "Bigger"                                              | 2019 | 1                                   | Non-album single                                |
| "Hard to Get"                                         | 2019 | 20                                  | Non-album single                                |
| "Young"                                               | 2019 | 1                                   | Young                                           |
| "蒙着眼 (Blindfolded)"                                | 2019 | —                                   | Young                                           |
| "梦 (Dream)"                                          | 2019 | —                                   | Limited Memories                                |
| "重生 (Rebirth)"                                      | 2019 | —                                   | Non-album single                                |
| "一起笑出来 (Let's Laugh out Loud)" (com Jackie Chan) | 2019 | 1                                   | The Knight of Shadows: Between Yin and Yang OST |

### Colaborações
| Título                           | Ano  | Melhor posição nas paradas musicais | Álbum            |
| Título                           | Ano  | CHN                                 | Álbum            |
| -------------------------------- | ---- | ----------------------------------- | ---------------- |
| "重生(Original Mix)" (com KSHMR) | 2020 | —                                   | Non-album single |

## Filmografia

### Filmes
| Ano  | Título em inglês         | Título original | Papel            | Notas                               |
| ---- | ------------------------ | --------------- | ---------------- | ----------------------------------- |
| 2012 | Half a Fairytale         | 童话二分之一    | Young Du Yu Feng | Versão adolescente de Lee Joon-hyuk |
| 2014 | Lock Me Up, Tie Him Down | 完美假妻168     | Young Huo Ke     | Versão adolescente de He Jiong      |

### Séries televisivas
| Ano  | Título em inglês             | Título original        | Emissora | Papel  | Notas                    |
| ---- | ---------------------------- | ---------------------- | -------- | ------ | ------------------------ |
| 2018 | I Won't Get Bullied by Girls | 我才不会被女孩子欺负呢 | Youku    | Ye Lin | Primeiro papel principal |

### Programas televisivos
| Ano  | Título                                  | Emissora       | Notas                      | Papel                        |
| ---- | --------------------------------------- | -------------- | -------------------------- | ---------------------------- |
| 2015 | Super Idol: Season 1                    | MBC e Anhui TV | Team RED-X                 | Participante                 |
| 2016 | Super Idol: Season 2                    | MBC e Anhui TV | Acabou em terceiro         | Participante                 |
| 2018 | Idol Producer                           | iQiyi          | Acabou em primeiro         | Participante                 |
| 2019 | New Year Celebrations                   | iQiyi          | Hunan TV                   | Convidado para se apresentar |
| 2019 | 蔡徐坤的未完成 (Cai Xukun's Unfinished) | Weibo          | Apresentador               | Apresentador                 |
| 2020 | Youth With You 2                        | iQiyi          | Representante da juventude | Representante da juventude   |

## Prêmios e indicações
| Ano  | Premiação                                          | Categoria                                    | Trabalho nominado | Resultado | ref           |
| ---- | -------------------------------------------------- | -------------------------------------------- | ----------------- | --------- | ------------- |
| 2018 | GQ Men Of The Year Awards                          | Newcomer Of The Year                         | —                 | Venceu    |               |
| 2018 | Cosmo Beauty Ceremony                              | Annual Idol Youth Award                      | —                 | Venceu    |               |
| 2018 | 15th Esquire Man At His Best Awards                | Man of The Year Award                        | —                 | Venceu    | [ 69 ]        |
| 2018 | Migu Music Awards                                  | Golden Melody Award                          | Wait Wait Wait    | Venceu    | [ 70 ] [ 71 ] |
| 2018 | Migu Music Awards                                  | RBT Singer of The Year                       | —                 | Venceu    | [ 70 ] [ 71 ] |
| 2018 | Sogou IN Ceremony                                  | Annual Male Artist Popularity Award          | —                 | Venceu    | [ 72 ]        |
| 2018 | Sogou IN Ceremony                                  | Peak Artist of the Year                      | —                 | Venceu    | [ 72 ]        |
| 2018 | Sohu Fashion Awards                                | Popular Male Artist of The Year              | —                 | Venceu    | [ 73 ]        |
| 2018 | 2018 Weibo Variety Awards                          | Popular Newcomer                             | —                 | Venceu    |               |
| 2018 | 1st SIR Movie Culture and Entertainment Conference | Annual Artist with the Most Commercial Value | —                 | Venceu    |               |
| 2018 | Today's Headlines Annual Ceremony                  | Annual Headline Icon Of The Year             | —                 | Venceu    | [ 74 ]        |
| 2018 | Today's Headlines Annual Ceremony                  | Today's Headline Idol of the Year            | —                 | Venceu    | [ 75 ]        |
| 2018 | Baidu Encyclopedia                                 | Most Artist's Fan Power Award                | —                 | Venceu    | [ 76 ]        |
| 2018 | 腾讯娱乐白皮书 Tencent Entertainment White Paper   | New Power Character of the Year              | —                 | Venceu    | [ 77 ]        |
| 2018 | 腾讯娱乐白皮书 Tencent Entertainment White Paper   | Music Star of the Year                       | —                 | Venceu    | [ 77 ]        |
| 2019 | People's Republic of China                         | Outstanding Youth Leader                     | —                 | Venceu    | [ 4 ]         |
| 2019 | People's Republic of China                         | Goodwill Ambassador of China - Jamaica       | —                 | Venceu    | [ 4 ]         |
| 2019 | Chinese Top 10 Music Awards                        | Most Popular Male Singer                     | —                 | Venceu    | [ 78 ]        |
| 2019 | Chinese Top 10 Music Awards                        | Top Ten Golden Songs of The Year             | Wait Wait Wait    | Venceu    |               |
| 2019 | Fresh Asia Music Awards 2019                       | Most Influential Idol of the Year            | —                 | Venceu    | [ 79 ]        |
| 2019 | 16th Esquire Man At His Best Awards                | Music Idol of the Year                       | —                 | Venceu    | [ 80 ]        |
| 2019 | GQ 2019 Men of the Year                            | Idol of the Year                             | —                 | Venceu    | [ 81 ]        |
| 2019 | Cosmo Glam Night                                   | Person of The Year (Dream)                   | —                 | Venceu    | [ 82 ]        |
| 2019 | iQiyi All-Star Carnival                            | All-Rounded Star of the Year                 | —                 | Venceu    | [ 83 ]        |
| 2019 | Tencent Video All Star Awards                      | Marketable Artist of the Year                | —                 | Venceu    | [ 84 ]        |
| 2020 | Weibo Awards Ceremony                              | Most Popular Musician of the Year            | —                 | Venceu    | [ 85 ]        |